# Codriophorus acicularis
Codriophorus acicularis — вид мохів порядку гріміальних (Grimmiales).

## Поширення
Батьківщиною є Європа, Північна Америка, Макаронезія.
Населяє вологі, іноді періодично сухі, затінені кислі чи рідко кальциновані скелі, валуни, плити та брили в руслах потоків або поблизу струмків і річок, періодично омиваються хвилями, у сезонних струмках і на берегах озер, часто постійно занурені в пороги струмків і водоспади; на висотах 0–3300 м.

## Характеристика
Рослини здебільшого грубі, утворюють пухкі пучки або килимки, темні або жовто-оливково-зелені або жовто-, оливкові, іржаво-чорнувато-коричневі дистально, коричневі, червонувато або чорно-коричневі проксимально, іноді чорні чи коричневі всюди. Стебла (1)3–11(15) см, розгалужені. Листки прямовисно-висхідні, язичкові, еліптичні, широкояйцеподібні, яйцювато- чи видовжено-ланцетні до широколанцетних, (1.5)2.2–2.9(3.2) × (0.8)1–1.2 мм, краї загнуті з обох боків у проксимальній половині, плоскі, прямі або дещо зігнуті в дистальній частині, цілісні приблизно на 3/4–4/5 відстані до верхівки, верхівки від гострих до тупих. Коробочкові ніжки чорнувато чи червонувато-коричневі, (1.8)4–15(17) мм. Коробочка коричнева, яйцеподібна, довгаста чи короткоциліндрична, (1)1.5–2.8(3.1) мм. Спори (10)15–20 мкм.